# Acrotomodes hemixantha
Acrotomodes hemixantha är en fjärilsart som beskrevs av Louis Beethoven Prout 1910. Acrotomodes hemixantha ingår i släktet Acrotomodes och familjen mätare. Inga underarter finns listade i Catalogue of Life.